# Calamagrostis atjehensis
Calamagrostis atjehensis là một loài thực vật có hoa trong họ Hòa thảo. Loài này được Ohwi mô tả khoa học đầu tiên năm 1947.